# Туалетний папір

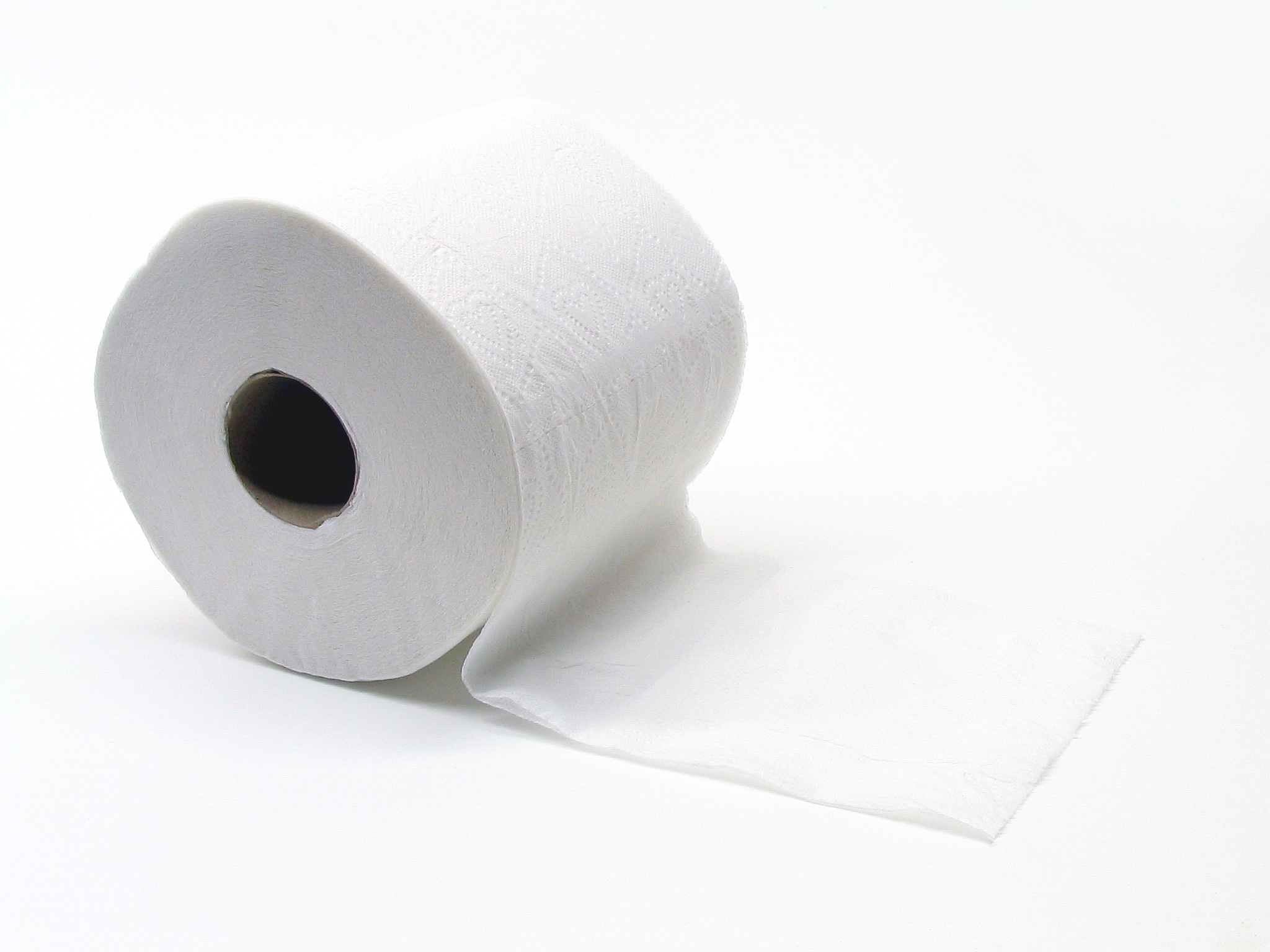
Рулон туалетного паперу

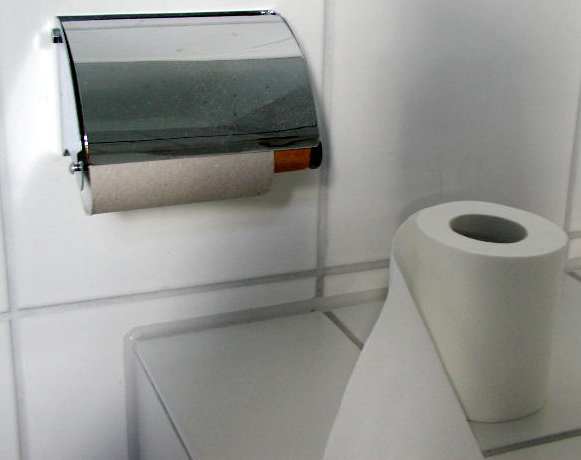
На задньому плані — тримач рулону туалетного паперу

Туале́тний папі́р — це папір, що використовується для очищення анального отвору від залишків фекалій після процесу дефекації.
Після використання туалетний папір викидається в смітниковий кошик чи в унітаз. Для того, щоб унітаз не засмітився, використовують папір, що швидко розкладається, потрапивши у воду.

## Історія
Перші згадки про використання туалетного паперу містяться в китайських текстах XIV століття.
У Західній Європі люди протягом довгого часу користувалися шматками тканини («туалетний папір» для багатих) чи руками, листям, травою, сіном, водою, снігом, шкіркою фруктів тощо («туалетний папір» для бідних). У Стародавньому Римі часто користувалися губкою на паличці, яку в проміжках між застосуванням клали в відро із солоною водою. В книзі Франсуа Рабле велетень Гаргантюа підтирався молодим пухнастим гусенятком.
З появою паперу широко розповсюдилось використання старих газет і подібних джерел (наприклад, сторінок старого телефонного довідника). Деякі видавці передбачували подібне використання. Так, американський Old Farmer's Almanac мав дірочку в кутку сторінок, що дозволяло підвішувати його в туалеті. Газети як туалетний папір широко застосовувалися в Радянському Союзі у зв'язку з дефіцитом паперу в рулонах. Користувач шматка газети звичайно читав його зміст перед використанням.
Промислове виробництво паперу виключно для використання як туалетного було почато в США 1857 року Йосифом Гайєтті (англ. Joseph Gayetty). Ім'я Гайєтті було надруковано на кожному листку.
На території колишнього СРСР виробництво туалетного паперу розпочали в 1937 році. Масове виробництво туалетного паперу в рулонах розпочали наприкінці 1969 року на Сяському целюлозно-паперовому комбінаті. Для цього в Англії було закуплено дві величезні машини для виробництва туалетного паперу.
В Україні побудовано близько десяти фабрик для виробництва паперу тіссью. Найпотужніші та відомі це Обухівський КПК, Папір-Мал, Дніпропетровська паперова фабрика, Кохавинська паперова фабрика.
Серед решти видів целюлозно-паперової продукції спеціально виготовлений туалетний папір виділяється:
- просічками, що полегшують відділення листів від залишеного рулону;
- високою гігроскопічністю;
- низькою механічною міцністю та незначним вмістом речовин, що зв'язують;
- відсутністю чи невеликою кількістю речовин, що перешкоджають руйнування паперу під дією води та інших факторів;
- «непофарбованістю» чи застосуванням вузького кола екологічно і медично-нейтральних фарбників для фарбування і прикрашення.